# 穷桑
窮桑在魯北地方，上古時代的地名，少昊邑於窮桑以登帝位，治理於曲阜。窮桑也是大庭氏的故地，又是商朝奄國之地。又有一說窮桑者住在西海邊，海邊有孤桑之樹結出果實，食用後可延年益壽。